# Sykaminéa (Lárissa)
Sykaminéa, en grec moderne : Συκαμινέα, est un village du dème d'Elassóna, district régional de Lárissa, en Thessalie, Grèce.
Selon le recensement de 2011, la population du village s'élève à 94 habitants.